# Yohn Mosquera
Yohn Mosquera es un futbolista colombiano. Juega como defensa central y su actual equipo es el Diriangén de la Primera División de Nicaragua.

## Clubes
| Club                         | País      | Año         |
| ---------------------------- | --------- | ----------- |
| Independiente Medellín       | Colombia  | 2009 - 2013 |
| Esporte Clube Bahia (cedido) | Brasil    | 2011        |
| Rionegro Águilas             | Colombia  | 2013 - 2016 |
| Real Cartagena               | Colombia  | 2016 - 2017 |
| Cortuluá                     | Colombia  | 2018        |
| Jaguares de Córdoba          | Colombia  | 2019        |
| Real Estelí                  | Nicaragua | 2020        |
| Diriangén                    | Nicaragua | 2021 -      |

## Palmarés

### Torneos nacionales
| Título              | Equipo                 | País     | Año  |
| ------------------- | ---------------------- | -------- | ---- |
| Torneo Finalización | Independiente Medellín | Colombia | 2009 |

### Torneos internacionales jugados
| Título            | Equipo                 | País     | Año  |
| ----------------- | ---------------------- | -------- | ---- |
| Copa Libertadores | Independiente Medellín | Colombia | 2010 |

- Datos: Q8054498